# Monocillium nordinii
Monocillium nordinii är en svampart som först beskrevs av Bourch., och fick sitt nu gällande namn av W. Gams 1971. Monocillium nordinii ingår i släktet Monocillium och familjen Niessliaceae.   Inga underarter finns listade i Catalogue of Life.